# Missbruk av urkund
Missbruk av urkund är ett brott som enligt 15 kapitlet 12 § i den svenska Brottsbalken består i att man använder eller låter någon annan använda en urkund som visar på viss personlig identitet eller befogenhet (en legitimationshandling eller dylikt) för att utge sig för att vara någon personen inte är. Samma brott kan även vara att använda en kopia av en sådan handling och påstå att det är en riktig kopia av handlingen även om den inte är det.
Brottet kan alltså utgöra den handling, som i vardagligt språkbruk brukar kallas identitetsstöld.
Man döms bara för brottet [källa behövs], om gärningen medför fara i bevishänseende, det vill säga om det föreligger sannolikhet att någon skulle kunna bli lurad av beteendet. Straffet är böter eller fängelse i upp till sex månader, dock kan man få fängelse i upp till två år om brottet bedöms som grovt.